# نوع ناقص البيانات
النوع ناقص البيانات (DD) نوع مصنف من قبل الاتحاد الدولي لحفظ الطبيعة على أنه لا توجد معلومات كافية لإجراء تقييم سليم لتحديد حالة حفظه.